# Wimereux (rivier)
De Wimereux (Nederlands Wimeruwe) is een riviertje in Noord-Frankrijk. Hij ontspringt in Colembert, stroomt door Belle-et-Houllefort, Conteville-lès-Boulogne, Pernes, Pittefaux en Wimille, en mondt uit in Het Kanaal in het stadje Wimereux.
De belangrijkste zijriviertjes zijn de ruisseau de Grigny (rechteroever), en de ruisseau de Denacre (den Akker), de ruisseau de Pernes en la Vignete (linkeroever).